# La macchina del tempo e altre avventure di fantascienza
La macchina del tempo e altre avventure di fantascienza è una raccolta di racconti e di romanzi di fantascienza di H. G. Wells pubblicata nel 1980 dalla casa editrice Mursia e facenti parte della collana I grandi scrittori di ogni paese divisa in 6 volumi pubblicati tra il 1966 e il 1981.

## Elenco racconti e romanzi
- La macchina del tempo e altre avventure di fantascienza (antologia)
- Presentazione (Introduzione) La macchina del tempo e altre avventure di fantascienza (saggistica) pag.XI

### La macchina del tempo
- La macchina del tempo (romanzo, The Time Machine, 1895 noto anche come Un'esplorazione nel futuro), traduzione di Renato Prinzhofer, pag. 3

### La visita meravigliosa
- La visita meravigliosa (romanzo, The Wonderful Visit, 1895) traduzione di Renato Prinzhofer, pag. 71

### Il bacillo rubato e altri casi
- Presentazione (Introduzione) Il bacillo rubato e altri casi (saggistica, The Stolen Bacillus and Other Incidents) pag. -
- Il bacillo rubato (racconto breve, The Stolen Bacillus, Pall Mall Budget, 21 giugno 1894), traduzione di Renato Prinzhofer pag.169
- Fioritura di una strana orchidea (racconto breve, The Flowering of the Strange Orchid, Pall Mall Budget, 2 agosto 1894), traduzione di Renato Prinzhofer pag.175
- All'osservatorio di avu (racconto breve, In the Avu Observatory, Pall Mall Budget, 9 agosto 1894)), traduzione di Renato Prinzhofer pag.182
- Il trionfo di un tassidermista (racconto breve, The Triumph of a Taxidermist, Pall Mall Gazette, 3 marzo 1894)), traduzione di Renato Prinzhofer pag.188
- Una compravendita di struzzi (racconto breve, A Deal in Ostriches, Pall Mall Budget, 20 dicembre 1894)), traduzione di Renato Prinzhofer pag.192
- Dalla finestra (racconto breve, Trough a Window, Black and White, 25 agosto 1894), traduzione di Renato Prinzhofer pag.196
- La tentazione di Harringay (racconto breve, The Temptation of Harringay, The St. James's Gazette, 9 febbraio 1895), traduzione di Renato Prinzhofer pag.204
- L'uomo volante (racconto breve, The Flying Man, Pall Mall Gazette, dicembre 1893), traduzione di Renato Prinzhofer pag.209
- Il fabbricante di diamanti (racconto breve, The Diamond Maker, Pall Mall Budget, 16 agosto 1894), traduzione di Renato Prinzhofer pag.215
- L'isola dell'Aepyornis (racconto, Æpyornis Island, Pall Mall Budget, 27 dicembre 1894), traduzione di Renato Prinzhofer pag.221
- Il sorprendente caso della vista di Davidson (racconto, The Remarkable Case of Davidson's Eyes, Pall Mall Budget, 28 marzo 1895), traduzione di Renato Prinzhofer pag.231
- Il dio delle dinamo (racconto breve, The Lord of the Dynamos, Pall Mall Budget, 6 settembre 1894), traduzione di Renato Prinzhofer pag.239
- Furto notturno con scasso a Hammerpond Park (racconto, The Hammerpond Park Burglary, Pall Mall Budget, 5 luglio 1894), traduzione di Renato Prinzhofer pag.246
- La farfalla (racconto, The Moth, Pall Mall Gazette, 28 marzo 1895), traduzione di Renato Prinzhofer pag.252
- Il tesoro nella foresta (racconto, The Treasure in the Forest, Pall Mall Budget, 23 agosto 1894), traduzione di Renato Prinzhofer pag.261

### L'isola del dottor Moreau
- L'isola del dottor Moreau (romanzo, The Island of Dr. Moreau, 1896), traduzione di Maria Alice Puddu, pag. 271

### L'uomo invisibile
- L'uomo invisibile (romanzo, The Invisible Man: A Grotesque Romance, 1897) traduzione di Maria Grazia Giovagnoli Vancini, pag. 363

### La guerra dei mondi
- La guerra dei mondi (romanzo, The War of the Worlds, 1897) traduzione di Adriana Motti, pag. 475

## CollanaI grandi scrittori di ogni Paese
I Grandi Scrittori di Ogni Paese, pubblicazioni H.G. Wells:
- Tutti i racconti e i romanzi brevi di H.G. Wells (1966) OCLC 859634103
- Avventure di fantascienza (1966) OCLC 955839897
- Storie di fantasia e di fantascienza (1980) OCLC 799828764
- La macchina del tempo e altre avventure di fantascienza (1980) OCLC 797098735
- Il risveglio del dormiente e altre avventure di fantascienza (1980) OCLC 799285121
- La guerra nell'aria e altre avventure di fantascienza (1981) OCLC 799829452

L'opera ripropone romanzi e racconti di Wells pubblicati tra il 1893 e il 1897.
Indtroduzione e saggi sono curati da Ferdinando Ferrara, mentre le traduzioni sono di Renato Prinzhofer, Paolo Carta, Piccy Carabelli, Francesca Lauri, Maria Alice Puddu, Maria Grazia Giovagnoli Vancini e Lia Spaventa Filippi.

### Testi
- (EN)   The Time Machine, in Progetto Gutenberg. (testo originale)
- (EN) - The reception of H.G. Wells in Europe, su books.google.it.
- Ugo Mursia, sito ufficiale, su mursia.com.
- (EN)   La guerra dei mondi, in Progetto Gutenberg. (testo originale)
- (EN)  Sito non ufficiale dedicato al romanzo e ai suoi adattamenti
- (EN)   L'uomo invisibile, in Progetto Gutenberg. (testo originale)